# Новый центр (Латвия)
Но́вый центр (латыш. Jaunais centrs) — латвийская левоцентристская политическая партия, с 2005 г. входила в объединение Центр согласия. Основана в 2004 г. при расколе в Партии народного согласия. Председатель с момента основания — Сергей Долгополов. На выборах в Рижскую думу в 2005 г. получила 7,18% голосов и 5 мандатов; на выборах Сейма в 2006 г. получила 1 мандат из 17, доставшихся списку ЦС.
В 2010 г. партия влилась в СДПС.
При партии с самого начала было своё социально-политическое молодёжное движение Patrioti.lv во главе с Алексеем Холостовым.

## Внешние ссылки
- Справка о партии на сайте ЦС